# Distretto di Astara
Il distretto di Astara (in azero: Astara rayonu) è un distretto (rayon) dell'Azerbaigian con capoluogo Astara. Per fini meramente statistici appartiene alla regione economica di Lənkəran.
Il distretto, il più meridionale dell'Azerbaigian, si affaccia sul mar Caspio e confina con l'Iran, circostanza che lo rende un importante punto di transito sia per il traffico merci, come si può notare dai numerosi furgoni che attraversano il confine, che per quello passeggeri (vi ferma la corriera che collega Teheran a Baku); inoltre è attraversato dall'oleodotto che parte da Abadan.

## Società

### Evoluzione demografica
L'area ospita una larga comunità di talisci (la maggior parte dei quali sciiti) i quali sono distribuiti su entrambi i lati del confine.

## Etimologia
Ci sono due teorie riguardo all'etimologia del toponimo (che prende il nome dal capoluogo distrettuale). Secondo la tesi più recente esso deriva dalla parola persiana o talysh آهسته رو (Aste-ro o Aheste-ro), che significa "il posto dove il viaggio rallenta" (originariamente l'area era circondata da paludi). L'ipotesi più antica viene da canzoni e scritti vedici i quali descrivono Astara come un posto dove i raggi di luce risplendono e illuminano il cammino.